# Nothoscordum ostenii
Nothoscordum ostenii är en amaryllisväxtart som beskrevs av Gustave Beauverd. Nothoscordum ostenii ingår i släktet vaniljlökar, och familjen amaryllisväxter. Inga underarter finns listade i Catalogue of Life.